# Banánovník
Banánovník (Musa) je rod bylin z čeledi banánovníkovitých (Musaceae). Zahrnuje jak zakrslé druhy, velké jen několik desítek centimetrů, tak zástupce náležící k nejvyšším bylinám světa (až 16 metrů). Plody banánovníků, banány, jsou žádané zboží, kvůli kterému byli rozliční zástupci rodu Musa zkulturněni a různě šlechtěni. Kromě v Česku velmi dobře známých měkkých a sladkých odrůd banánů sem patří i příbuzné škrobovité banány na vaření, nazývané plantainy (nebo počeštěně plantejny).

## Banány v zemědělství

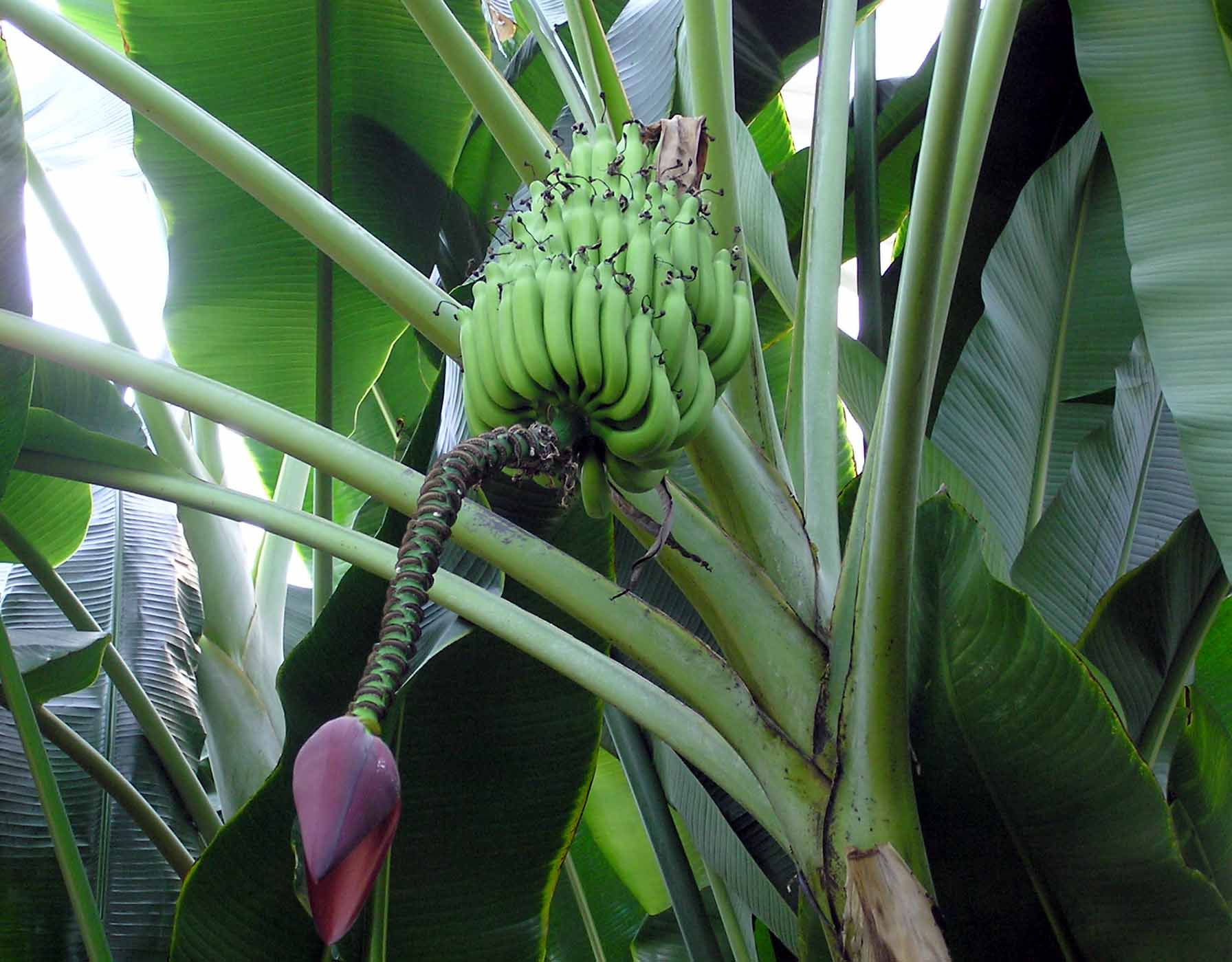
Rostlina banánovníku se zrajícími plody

Taxonomie banánovníku je poměrně složitá, protože existuje mnoho druhů a jejich vzájemných kříženců. V dnešní době mají největší rozšíření a ekonomický význam bezsemenné (partenokarpické) hybridní odrůdy vzniklé křížením druhů Musa acuminata a Musa balbisiana. Odrůdy banánů se často označují zkratkami, které symbolicky vyjadřují počet a původ chromozomálních sad. Například odrůda Zakrslý Cavendish (AAA) je triploidem, jehož všechny chromozómy pocházejí z M. acuminata. Právě hybrid AAA je nejvýznamnější odrůda užívaná jako ovoce – „banán“, zatímco hybridy AAB a ABB se užívají jako zelenina – „plantejny“ (např. odrůdy Rajapuri, Pisang Awak, Saba a především Plantain, podle níž se nazývá celá skupina). Triploidní odrůdy mají výhodu v tom, že nemají semínka. Nevýhoda spočívá v tom, že se proto musí množit vegetativně, tj. jde vždy o klony jedné rostliny, a jsou tak kvůli tomu velmi náchylné k různým chorobám.
Kromě toho se jako ovoce místně užívají také některé méně významné druhy, např. Musa corniculata, Musa discolor či Musa fehi, které kvůli svým vlastnostem nejsou vhodné pro export. Banánové listy se užívají jako krmivo a význam má také pevné vlákno z banánových listů, z nějž se vyrábějí např. rohože nebo provazy. Z tohoto hlediska je nejvýznamnější druh banánovník textilní (Musa textilis).
Banány rostou v trsech, které mohou dosahovat hmotnosti až 60 kg. V roce 2003 se ve světě sklidilo přes 70 milionů tun sladkých banánů, z čehož 15 milionů bylo exportováno na světové trhy. Banánů na vaření bylo sklizeno v roce 2004 přes 32 miliónů tun, byly však z 97 % spotřebovány v zemi původu. Největšími exportéry banánů jsou Ekvádor, Kostarika, Kolumbie a Filipíny.
V rozvojových zemích se rozdrceného pseudokmenu banánovníku s listy také používá jako krmiva pro zvířectvo.

## Historie
O banánech se poprvé zmiňují buddhistické texty v roce 600 př. n. l.. Údajně i samotný Alexandr Veliký měl během své výpravy do Indie v roce 327 př. n. l. možnost pochutnat si na banánech. První skutečný banánový sad byl popsán v Číně okolo roku 200. Okolo roku 650 islámští dobyvatelé dovezli banány do Palestiny. Arabští kupci poté rozšířili banány po většině území Afriky.
V roce 1502 portugalští kolonisté vybudovali první banánové sady v Karibiku a ve střední Americe.

## Choroby a škůdci
V Jihovýchodní Asii se počátkem 21. století masově šíří tzv. panamská nemoc způsobená houbou Fusarium. Je to mj. způsobeno tím, že se pěstuje výhradně genotyp odrůdy Cavendish. Rostliny jsou stříkány až 40× do roka, místo aby byla dána přednost vývoji odolné transgenní odrůdy. Na banánovníku trvale přežívá (symbióza?) bakteriální hnědá hniloba (Ralstonia solanacearum), která způsobuje hnědé skvrny na plodech. Urychluje rozklad odumřelých pletiv (transport živin) i rozklad plodů (transport semen a živin), agresivně napadá mladé rostliny mnoha jiných rostlinných druhů v okolí. Může však napadnout i pole s bramborami či některými dalšími plodinami (v Česku větší škody zatím jen na bramborách). Z hlediska kvality plodu je z hlediska senzorického (chuť, vůně), trvanlivosti i zdravotního (hodnota živin, rozvoj plísní) zásadní rozdíl mezi plodem uzrálým na banánovníku a tím, který dozrává během transportu a skladování.